# 安東尼·布林肯

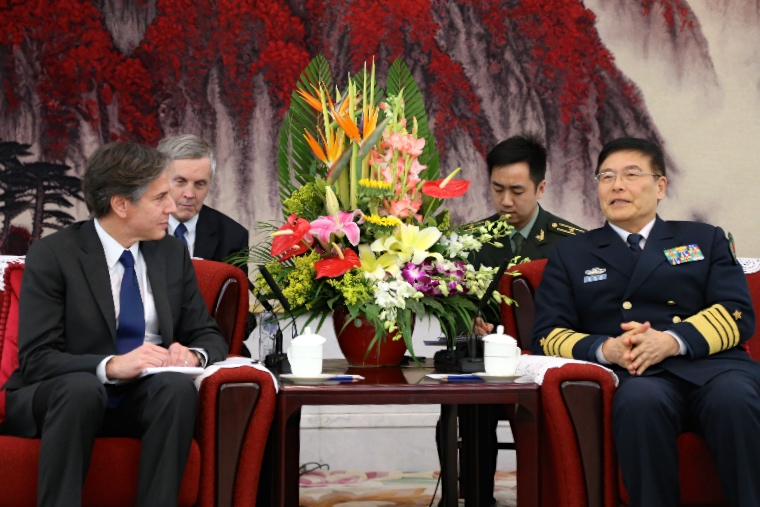
2015年2月11日布林肯與中國人民解放軍副總參謀長孫建國舉行會談

安東尼·約翰·布林肯（英語：Antony John Blinken；1962年4月16日—），美國外交事務專家及政府官員，曾任美國國務卿（第71任）。奧巴馬政府時期曾任美國國家安全副顧問及副國務卿。
在克林頓政府期間，布林肯曾在國務院和國家安全會議擔任高級職務。在布殊政府期間，擔任戰略與國際研究中心的高級研究員以及美國參議院外交委員會的幕僚長。2009年至2013年間，擔任奧巴馬政府的總統副助理兼副總統國家安全顧問。2017年後，布林肯開展私人企業工作，聯合創立了一家政治戰略諮詢公司。2021年至2025年間，擔任拜登政府的國務卿。

## 早年生涯
布林肯於1962年4月16日在紐約州揚克斯出生，父母為猶太裔美國人，其父唐纳德·迈尔·布林肯（Donald Mayer Blinken，1925－2022）曾在比爾·克林頓執政時任美國駐匈牙利大使。他的祖父母為匈牙利猶太人。而布林肯的叔叔艾倫·布林肯，則同在克林頓執政時期擔任美國駐比利時大使。
其後，布林肯於紐約就讀道爾頓學校，至1971年為止。同年，其母親Judith Frehm Pisar（1937年2月17日-）與父親離婚，他與媽媽及媽媽的再婚丈夫，猶裔律師塞繆爾·皮薩爾（Samuel Pisar, 1929年3月18日-2015年7月27日）遷到巴黎生活，皮薩爾為納粹大屠殺的倖存者。在巴黎生活時，他於珍妮曼努埃爾學校就讀。
布林肯於1980年至1984年間在哈佛大學就讀，主修社會研究，並為校內每周出版的美術雜誌《哈佛克里姆森報》的共同編輯。布林肯在任編輯期間，曾在該報刊登多篇評論時政的文章。布林肯從哈佛大學畢業，獲得學士學位後，在《新共和》周刊實習了大約一年。1985年，他進入哥倫比亞法學院，並於1988年獲得法律博士學位，畢業後於紐約及倫敦開展執業生涯。1988年，布林肯與爸爸攜手為1988年美國總統選舉的民主黨提名人麥可·杜卡基斯籌集資金。
1987年，布林肯以學士畢業論文為基礎，出版專著《同盟與同盟：美國，歐洲和西伯利亞管道危機》。書中，布林肯認為在西伯利亞管道危機期間，美國對蘇聯施加外交壓力對美國利益而言意義不大，更應維持美國與歐洲之間的牢固盟友的關係。

## 政府及私人職務生涯

### 克林頓及布希時期
在二十年間，布林肯曾在克林頓及布希政府中擔任高級外交政策職務。1994年至2001年間，布林肯為美國國家安全會議的成員。1994年至1998年間，布林肯為總統特別助理兼戰略規劃高級總監，以及兼任國安會演講稿的高級寫作總監。1999年至2001年間，任總統特別助理兼歐洲和加拿大事務高級總監。
2003年，他支持美國進軍伊拉克。2002年，布林肯被任命為美國參議院外交委員會的幕僚長，任期至2008年為止。布林肯在當時協助時任外交關係委員會參議員喬·拜登制定方針，奠定了拜登對美國進軍伊拉克的支持，並將拜登投票支持進軍伊拉克定性為「對實現艱困民主的一票」。在美國入侵和佔領伊拉克的數年間，布林肯協助拜登在參議院中提出了一項提案，建議在伊拉克建立按種族或宗派劃分的三個獨立地區，然而該提議在國內以及總統布希的反對下遭到大比數反對。
他亦是戰略與國際研究中心的高級研究員。2008年，布林肯為拜登總統競選活動的一員，協助拜登爭取民主黨總統提名。在奧巴馬及拜登當選正副總統後，他是奧巴馬及拜登正副總統交接團隊的一員。

### 奧巴馬時期

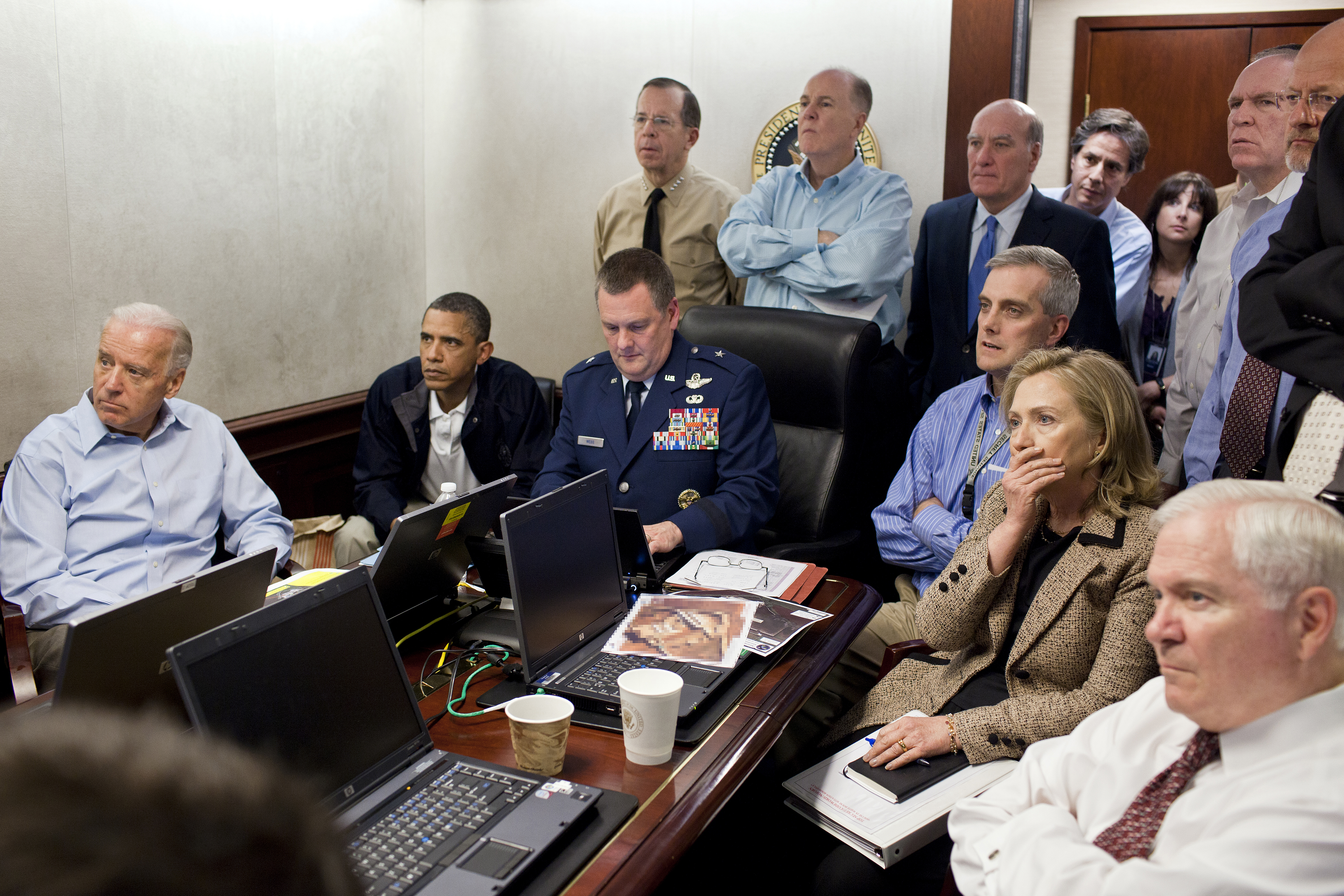
2011年賓拉登被殺時，布林肯與奧巴馬團隊在白宮戰情室觀看最新消息（後排左四）

2009年至2013年間，布林肯擔任總統奧巴馬副助理兼副總統拜登國家安全顧問。在職期間，他協助政府制定美國對阿富汗、巴基斯坦及伊朗核計劃的政策。在奧巴馬於2012年總統選舉取得連任後，布林肯於第二任政府任期開始時轉任國家安全副顧問一職。2014年11月，奧巴馬提名布林肯擔任副國務卿，接替離職的威廉·約瑟夫·伯恩斯。翌月，參議院以55票對38票的投票結果確認布林肯的提名。
奧巴馬在2011年決定殺死奧薩瑪·賓·拉登時，布林肯評論「我從未見過領導人作出比這更勇敢的決定」。2013年，美國政府的個人履歷描述布林肯為「政府在起草敘利亞政策中的重要人物之一」，而布林肯則擔任向公眾解釋對敘利亞政策的工作。布林肯支持2011年對利比亞的軍事干預，以及對叙利亚反对派提供武器援助。在2014年烏克蘭革命之後，布林肯亦影響了奧巴馬政府對俄羅斯兼併克里米亞的回應。同年，在2014年以巴衝突期間，布林肯與拜登合作，要求美國提供資金補充以色列鐵穹防禦系統的反彈道飛彈。

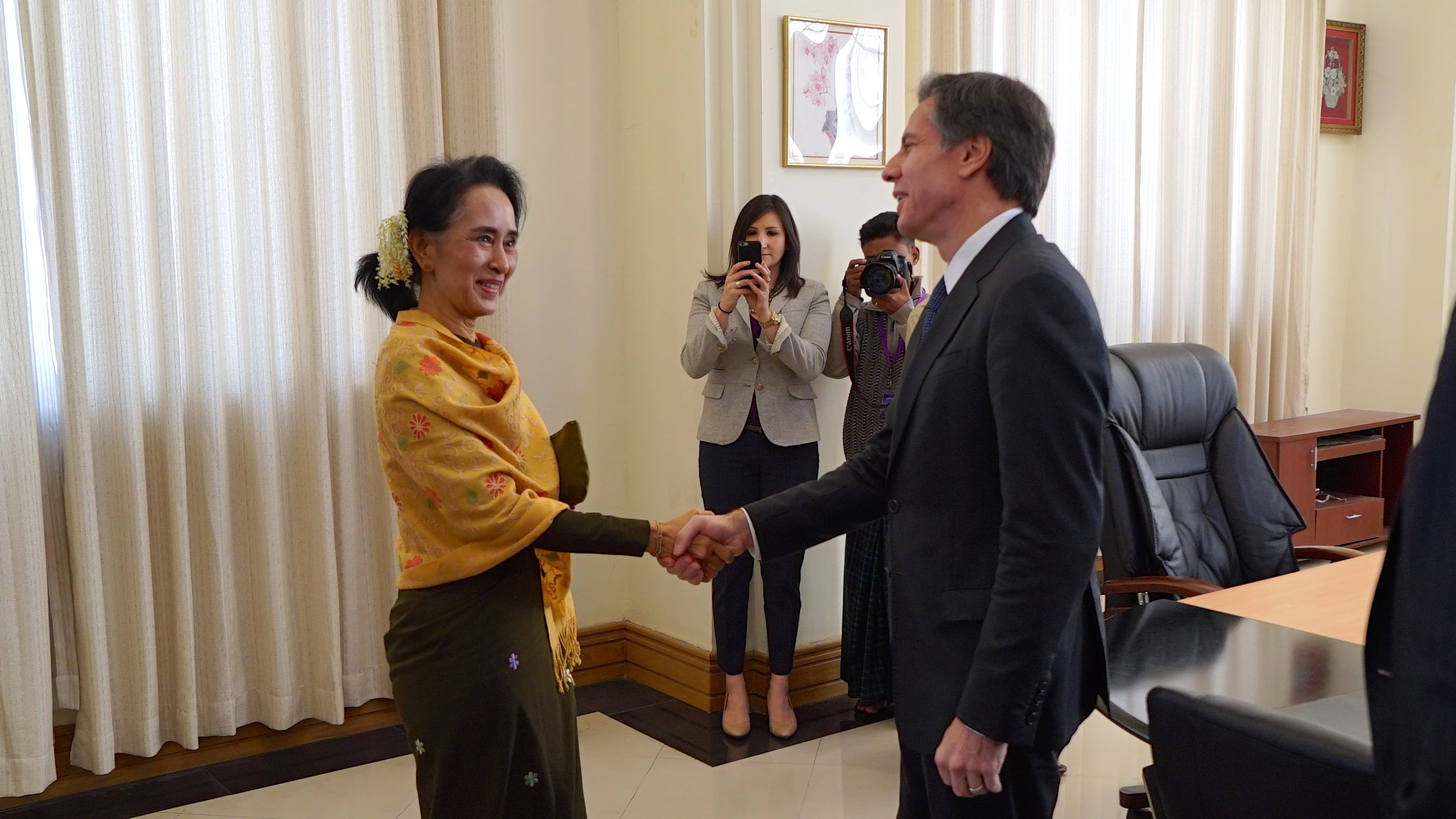
2016年1月18日布林肯在内比都与缅甸反对党领袖昂山素季会面

2015年4月，布林肯表示支持沙特阿拉伯領導的干預葉門行動。布林肯加快武器交付速度，並增加情報共享，在沙特行動中心建立了聯合協調計劃小組。2015年5月，布林肯批評緬甸政府逼害穆斯林，並警告緬甸當局試圖訂立反穆斯林法例的做法相當危險。他認為緬甸應設立讓羅興亞人獲公民權的途徑，指出羅興亞人在國內沒有任何身分為他們帶來不確定性，令羅興亞人從緬甸出走。2015年6月，布林肯指出自2014年末美國領導的聯軍發起針對伊斯蘭國的空襲以來，空襲已殺死超過一萬名伊斯蘭國的戰士，並指出伊斯蘭國將面臨站不住腳的情況。
2016年，他譴責土耳其軍方內部派系試圖發動政變，表示支持土耳其政府及其機構實行民主選舉並批評未遂政變，其後土耳其政府受政變事件影響而實行大清洗。

### 個人事業

#### WestExec Advisors
2017年，布林肯與米歇爾·佛洛諾伊、塞爾吉奧·阿奎爾（Sergio Aguirre）及尼丁·查達（Nitin Chadda）共同創立政治戰略諮詢公司「WestExec Advisors」。WestExec的客戶包括Google的子公司Jigsaw，以色列人工智慧公司Windward，部分名列《財星》雜誌100強的公司，以及無人監控機製造商Shield AI等，Shield AI公司更與美國空軍簽訂了720萬美元的合約。據雜誌《外交政策》報道，該公司的客戶包括國防工業、私募股權公司和對沖基金。布林肯一共在公司中獲得近120萬美元的報酬。

#### 松島資本

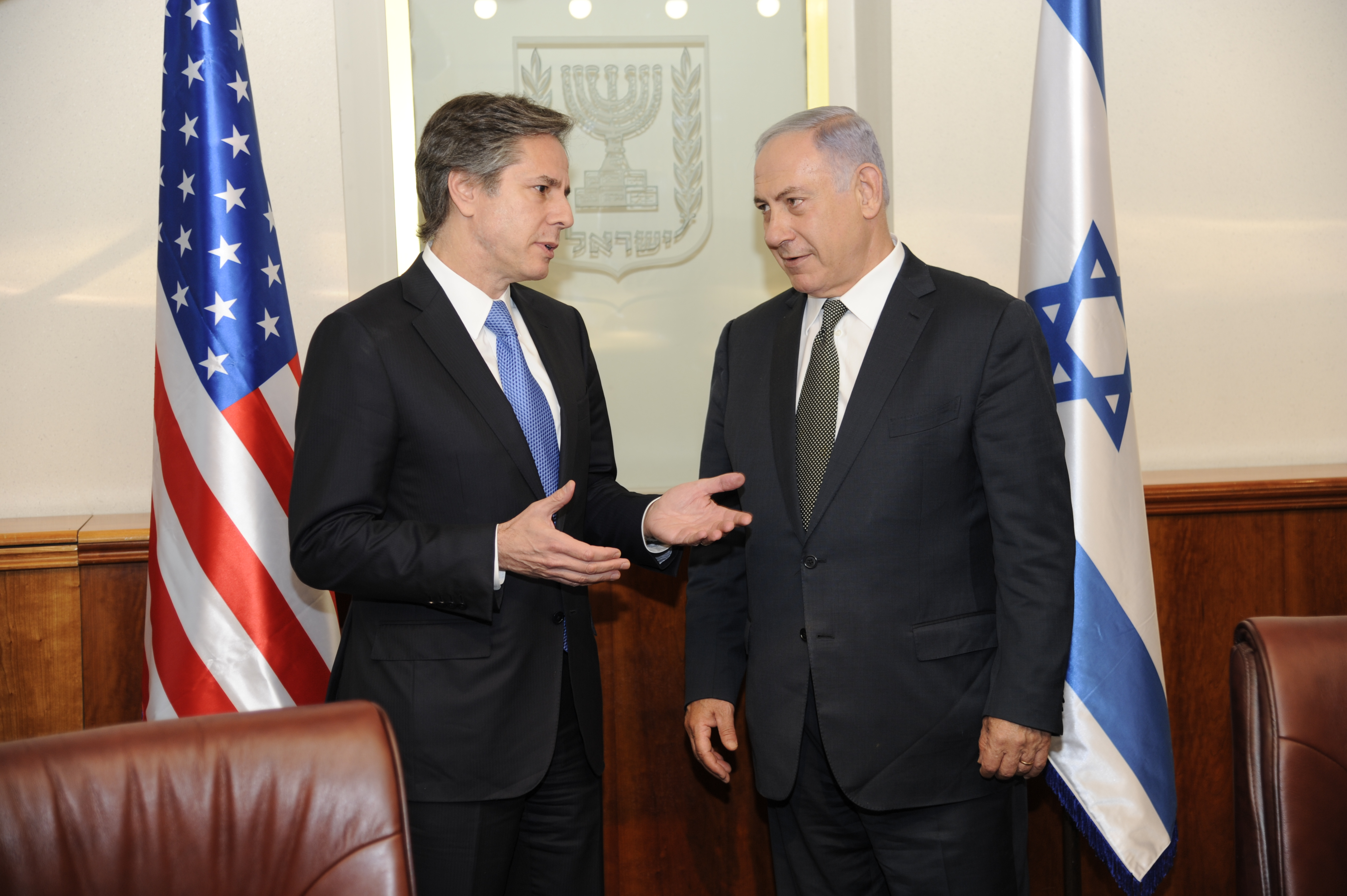
2016年6月16日布林肯在耶路撒冷与以色列总理本雅明·内塔尼亚胡会面

布林肯與拜登交接團隊成員米歇爾·佛洛諾伊及拜登政府國防部長，前任五角大樓顧問勞埃德·奧斯汀皆為私募股權公司「松島資本」（Pine Island Capital Partners）的合夥人，而該公司則為WestExec的戰略合作夥伴。松島資本的董事長約翰·塞恩，為美林證券在出售給美國銀行之前的末任主席。2020年8月，布林肯從松島中休假，以高級外交政策顧問的身份參與拜登的競選活動。布林肯在其後指出當他確認在拜登政府的職位後，將出售自己在公司的的股權。
在拜登競選活動的最後階段，松島資本為一家特殊目的收購公司（SPAC）籌集了2.18億美元，用於投資國防、政府服務和航空航天工業，以及2019冠狀病毒病的救濟措施。公司的招股說明書於2020年11月最終敲定，並隨著政府尋求私人承包商應對冠狀病毒病，該公司將會有利可圖。，塞恩則指出選擇布林肯等人為合作夥伴，是基於他們的人際網絡和專業知識。
2020年12月，《紐約時報》刊登文章質疑包括布林肯在內的WestExec持有人、松島資本顧問和拜登政府之間存在潛在利益衝突，並呼籲全面披露WestExec與松島資本之間的所有財務關係，並剝離該等人對競標政府合同或享受現有合同的公司的所有權，亦要求布林肯與其他人從可能使其先前客戶受益的決策中迴避。

#### 其餘職務
布林肯是美國外交關係協會的成員，在2020年之前亦是CNN的全球事務分析師。

### 拜登時期

#### 對外事務觀點
布林肯是拜登競選活動的外交政策顧問。2020年6月，布林肯指拜登政府將不會綑綁式對以色列提供軍事援助，尤其吞併領土等美國政府不樂見的行動。同時，布林肯亦讚揚川普政府對以色列、巴林和阿拉伯聯合酋長國之間促成的正常化協議（《以阿和平協議》、《巴林－以色列和平協議》）。
2020年10月，布林肯透露拜登政府計劃對美沙關係進行「戰略審查」，確保真正促進兩國利益並符合美國的價值觀。同時，布林肯亦指拜登政府將繼續對伊朗實施無核制裁，以對付伊朗在其他地區的不當行為。就中國問題，布林肯認為特朗普政府削弱美國同盟的重要性，令世界出現真空，使中國有機可圖。他認為這會令自由的價值觀受威脅，並形容與為中國壓制新疆及香港人權的行為開綠燈無異。
在印度克什米爾問題上，《公民身份修正法》政策的批評者認為該政策歧視穆斯林，布林肯則會在就任後向印度提出問題的交涉。在美國與俄羅斯的雙邊削減武器問題上，布林肯支持擴大新削減戰略武器條約的規模，以限制雙方部署的核武器數量，同時批評時任總統特朗普退出伊朗核協議的決定。2020年10月，《紐約時報》形容布林肯為「拜登外交事務的耳朵」。

#### 國務卿提名
|           | Antony Blinken | Twitter的logo，一个风格化的小蓝鸟 |
| @ABlinken |                | Twitter的logo，一个风格化的小蓝鸟 |

英語：
我很榮幸地正式宣布，我已被提名為國務卿。一旦獲得（參議院）確認，我將全力以赴。
2020年11月24日

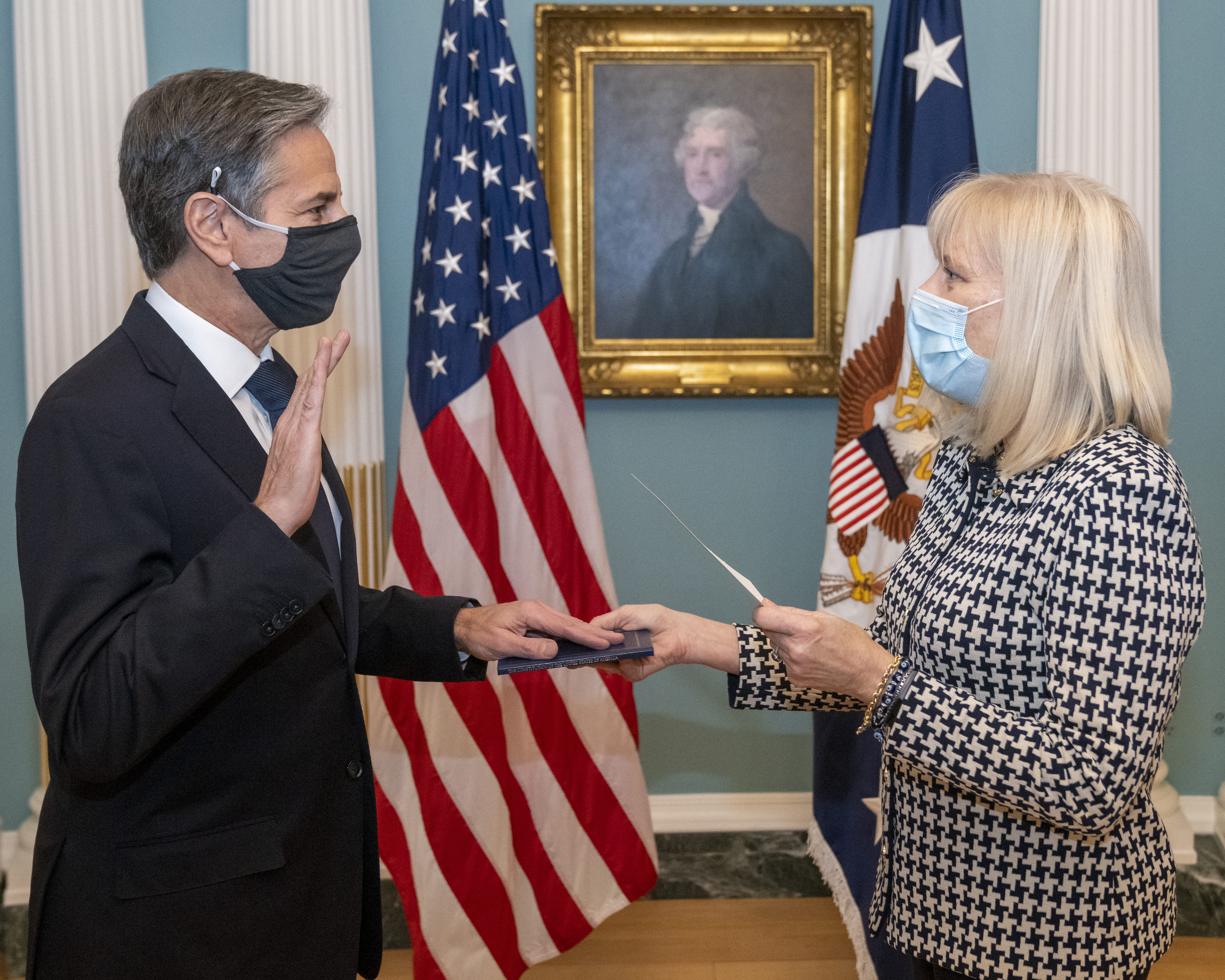
布林肯於2021年1月26日宣誓就任美國國務院國務卿。

2020年11月，拜登提名布林肯為新任國務卿候選人。在接受提名後的講話時，布林肯表示「無法獨自解決世界上所有的問題」，並且需要與其他國家合作。布林肯亦在同年9月指出民主正在全世界中倒退，美國國內也因特朗普以一半支持度的比例向其政府機構、價值觀和政治體系進軍，而出現國內民主倒退的情況。
2021年1月7日，美國國務院正式要求眾外交官確認拜登勝利。翌日，時任國務卿麥克·龐培歐與布林肯會面。
布林肯的提名聽證會在美東時間2021年1月26日舉行，參議院以78票贊成、22票反對通過了他的提名案。布林肯在聽證會上表示耶路撒冷的美國駐以色列大使館將獲保留，並持續尋求以兩國方案解決以巴衝突的辦法。他亦讚揚特朗普政府對中國採取強硬態度，認為中國試圖在世界上佔主導地位，另外亦提及印度和美國應在包括氣候變化在內等問題上合作。

## 外交政策立場

### 人權議題
2020年11月，布林肯對衣索比亞泰格瑞地區的種族緊張局勢升級表示關切，並敦促和平解決提格雷衝突。他亦對埃及的塞西政權持續侵犯人權表示關注，並譴責埃及政府逮捕三名人權倡導者，並指出他們與外國外交官見面不是犯罪，是和平倡導人權的行為。
2021年1月19日，即将卸任国务卿的蓬佩奥公开称中国共产党当局对维吾尔人犯下“种族灭绝罪与反人类罪”，作为继任者的布林肯同意蓬佩奥的说法。

### 外交議題
2015年，布林肯指出由於土耳其是美國的重要盟友，因此評定土耳其抑或敘利亞庫德人人民保護部隊兩者誰比較好，「甚至不是值得討論的問題」。2017年，布林肯在《紐約時報》上發表評論文章，主張應為庫德人提供武器以擊敗伊斯蘭國，同時敦促美國政府應加倍支持土耳其消滅庫德斯坦工人黨。他批評時任總統特朗普決定從敘利亞北部撤軍的決定。2020年10月，他反對土耳其總統埃爾多安提出的「在塞浦路斯建立兩國方案」的呼籲，稱拜登政府致力於統一塞浦路斯。
在英國脫歐問題上，布林肯形容事件為「徹底混亂」。
布林肯在國務院任內，為重振北约與修復的歐洲關係進行訪歐活動，與秘书长延斯·史托騰伯格會面，布林肯向歐洲盟友喊話「我今天来到这里，部分原因是为了与北约盟友分享我们的一些初步想法，但也许更重要的是，我是来倾听和协商，因为这是盟友需要做的。」，另一方面，他也來傳達美國將繼續施壓德国的態度，就德國正在推行的北溪2号项目進行威胁，此前美國已經對此進行了一輪制裁。

### 中美關係
布林肯將特朗普與中國達成的貿易協議描述為「一場崩潰」，並指出與中國完全脫勾是不現實的行為。他表示支持與台灣建立更緊密的經濟聯繫。
2021年3月18日至19日，中美兩國高層，包括布林肯及白宮國家安全顧問苏利文和中国国务委员兼外交部长王毅及中共中央政治局委员、中央外事工作委员会办公室主任杨洁篪等，在阿拉斯加安克拉治舉行拜登总统任期內首次面對面會談。布林肯在會上指責中國破壞規則，威脅全球穩定，並表示：“美国将讨论中国在新疆、在香港、在台湾的行径，以及中国对美国的网络攻击，以及对美国友邦（澳大利亞）采取的经济胁迫，美国对此严重关切”。布林肯又補充，美國重返世界，加強同盟，得到許多國家高度肯定，這些國家同樣也對中國的人權有嚴重憂慮。
2021年5月，布林肯接受美國CBS專訪時談及中國問題，他指出中國對外政策愈來愈具對抗性，並認為中國目的是要成為世界霸主。
8月21日，布林肯晚间与立陶宛外交部部长加布里埃乌斯·兰茨贝尔吉斯通话并达成共识，“双方协调行动”帮助立陶宛抵抗因与台湾发展关系而遭受的来自中国的压力。
2022年5月26日，布林肯於喬治華盛頓大學發表美國對華政策演說，表示美國不尋求與中國衝突，但仍會與盟友合作應對中國挑戰，並將成立「中國院」（China house）處理對華關係。

## 個人生活
2002年，布林肯在華盛頓特區的聖三一天主教堂與埃文·瑞安結婚，典禮由拉比和神父主持。瑞安在拜登上任後，獲委任到白宮擔任白宮內閣秘書一職。
而布林肯亦能講流利的法語。布林肯亦有彈吉他的愛好，並在Spotify上以別名「ABlinken」推出三首歌曲。布林肯為一猶太人。
2022年5月3日，布林肯确诊感染新冠病毒。

## 荣誉

### 外国勋章奖章
- 二等智者雅罗斯拉夫王公勋章（英语：Order of Prince Yaroslav the Wise）（乌克兰，2022年8月23日公布[101]）

## 言论
2023年2月24日，布林肯接受CBS早晨的采访，在谈及俄乌战争时称：“我认为大多数美国人发自内心地不喜欢看到一个大国欺负另一个国家，他们只是觉得这是错误的，并想为此做点什么。”针对此言论，俄罗斯外交部发言人玛丽亚·扎哈罗娃称：“美国的历史虽然短暂，但却是血腥的，并将不服从其意志的国家视为敌对国家。”她认为布林肯应当了解自己国家的历史，并为他提供了进修课程。
2024年2月17日，美国国务卿布林肯在德国慕尼黑安全会议的论坛中发言。在谈及国际关系时称：“在国际体系中，如果你不坐在餐桌上，你就会出现在菜单上。（If you are not at the table in the international system, you're going to be on the menu.）”

## 著作
- Blinken, Antony J. . New York: Praeger. 1987. ISBN 0-275-92410-6. OCLC 14359172.[1]（《盟友对盟友：美国、欧洲和西伯利亚管道危机》。纽约格林伍德出版社1987）
- Blinken, Antony J. . Foreign Affairs. 2001, 80 (3): 35–48. JSTOR 20050149. doi:10.2307/20050149 （英语）.（《大西洋上空的虚假危机》。载《外交事务》80号2001）
- Blinken, Antony J. . The Washington Quarterly. June 2002, 25 (2): 101–114. ISSN 0163-660X. doi:10.1162/01636600252820162 （英语）.（《赢得思想战争》。载《华盛顿季刊》六月2002）
- Blinken, Antony J. . Survival. December 2003, 45 (4): 33–60. ISSN 0039-6338. doi:10.1080/00396330312331343576 （英语）.（《从抢占到参与》。 载《生存》十二月2003）

## 外部連結
- 安東尼·布林肯的X（前Twitter）
- 官方履歷 （页面存档备份，存于）（存檔）
- WestExec Advisors刊登的履歷 （页面存档备份，存于）

| 政府职务                    | 政府职务                               | 政府职务               |
| --------------------------- | -------------------------------------- | ---------------------- |
| 前任者： 约翰·汉纳          | 美国副总统的国家安全顾问 2009年–2013年 | 繼任者： 杰克·苏利文   |
| 前任者： 丹尼斯·麦克多诺    | 美国副国家安全顾问 2013年–2015年       | 繼任者： 艾薇儿·海恩斯 |
| 前任者： 威廉·約瑟夫·伯恩斯 | 美國副國務卿 2015年–2017年             | 繼任者： 約翰·蘇利文   |
| 官衔                        |                                        |                        |
| 前任者： 邁克·蓬佩奧        | 美国国务卿 2021年–2025年               | 繼任者： 馬可·魯比奧   |